# Джумайловское сельское поселение
Джумайловское се́льское поселе́ние — муниципальное образование в Калининском районе Краснодарского края России. 
В рамках административно-территориального устройства Краснодарского края ему соответствует Джумайловский сельский округ.
Административный центр — хутор Джумайловка.

## История
Образовано 1 января 2006 года.

## Население
| 2010  | 2012  | 2013  | 2014  | 2015  | 2016  | 2017  |
| ----- | ----- | ----- | ----- | ----- | ----- | ----- |
| 2226  | ↘2219 | ↘2207 | ↘2199 | ↗2211 | ↘2204 | ↘2193 |
| 2018  | 2019  | 2020  | 2021  | 2023  |       |       |
| ↘2181 | ↘2146 | ↗2153 | ↘2027 | ↘2025 |       |       |

## Населённые пункты
В состав сельского поселения (сельского округа) входят 5 населённых пунктов:
| № | Населённый пункт | Тип населённого пункта | Население (чел.) |
| - | ---------------- | ---------------------- | ---------------- |
| 1 | Джумайловка      | хутор                  | ↘1245            |
| 2 | Журавлёвка       | хутор                  | ↗543             |
| 3 | Зареченское      | село                   | ↗314             |
| 4 | Масенковский     | хутор                  | ↗72              |
| 5 | Рашпыли          | хутор                  | →52              |

### Упразднённые населённые пункты
- Бельчанский — упразднённый в 1999 году хутор[15].